# حسن البرنس
حسن البرنس (3 مارس 1960 -) هو طبيب عضو مجلس الشعب السابق عن حزب الحرية والعدالة مصري وقيادي بجماعة الإخوان المسلمين.

## حياته ونشأته
تخرج من كلية الطب جامعة الإسكندرية عام 1984 بتفوق، و يعمل بها الآن كأستاذ بقسم الآشعة التشخيصية. سُجن عدة مرات في عهد مبارك، وبعد ثورة 25 يناير .

## مناصب وسيرته
عضو مجلس الشعب السابق عن حزب الحرية والعدالة.
شغل منصب المتحدث الرسمي باسم حزب الحرية والعدالة المنبثق عن الجماعة، وترك المنصب عندما عينه رئيس الجمهورية « محمد مرسي » نائبًا لمحافظ الإسكندرية (محمد عطا عباس حنضل) في أكتوبر 2012.
دكتور حسن البرنس طبيب بشري واستاذ جامعي ورئيس قسم الأشعة التخصصية بكلية الطب.

## حبسه
قرر جهاز الكسب غير المشروع بإحالة القيادى حسن البرنس نائب محافظ الإسكندرية سابقاً، إلى محكمة الجنايات بتهمة استغلال النفوذ وتضخم الثروة بحوالى 3.5 مليون جنيه، حصل عليها بطريق كسب غير مشروع وحددت جلسة لنظر القضية.
قضت محكمة جنايات الإسكندرية الدائرة 36 ، بمعاقبة حسن البرنس، القيادي بـجماعة الإخوان، ونائب محافظ الإسكندرية الأسبق، بالسجن 3 أشهر وغرامة مالية 100 جنيه، وذلك في القضية رقم 14468 لسنة 2020 والمقيدة برقم 30 لسنة 2020 كسب غير مشروع، لاتهامه بالتربح.